# Ulrich Bleiker

Ulrich Bleiker, 1983
(Foto: Herbert Maeder)

Ulrich Bleiker (* 14. März 1914 in Wattwil; † 13. Juli 1994 in Flawil; heimatberechtigt in Ebnat-Kappel) war ein naiver Plastiker und Objektkünstler aus der Schweiz.

## Leben und Werk
Ulrich Bleiker wuchs als fünftes von 19 Kindern einer Bergbauernfamilie auf einem abgelegenen Bauernhof auf. Nach der Schulzeit arbeitete er zunächst als Knecht, bevor er ein eigenes kleines Gut bewirtschaftete. Mit 25 Jahren gab er die Landwirtschaft auf und wurde Bauarbeiter. Als 51-Jähriger musste er aus gesundheitlichen Gründen beruflich erneut umsatteln und arbeitete fortan bis zur Pensionierung im Jahr 1979 als Fabrikarbeiter in Herisau. 1965 baute er sich ein eigenes kleines Haus in Mogelsberg. Ein Jahr später heiratete er die Spanierin Dolores Martinez. Das Paar hatte zwei Töchter.
Bleikers künstlerisches Schaffen begann mit der Gestaltung von Brunnentrögen, die er gelegentlich mit Reliefs versah. In den späten 1960er-Jahren begann er Spielzeug für seine Töchter zu kreieren und allmählich verselbständigten sich seine Figuren, die er aus Zement, Draht, Eisen und Schrottmaterialien formte und teilweise bemalte. Sein künstlerisches Schaffen intensivierte sich nach seiner Pensionierung. Zu seinem Figurenrepertoire gehören Tiere und Menschen, die sich zum Teil – befestigt auf einer Platte – zu grösseren Gruppen, etwa Alpaufzüge oder Beerdigungen, formieren. Daneben schuf er auch Häuser und Kirchen. Alle seinen schlicht geformten Schöpfungen waren «Ausdruck für seine Verehrung des bäuerlichen Lebens und der Natur». Ulrich Bleiker gilt heute als bedeutender Plastiker «im Zwischenbereich von art brut und naiver Kunst». «Sein […] Name steht für die typischen urtümlichen Tiere und Figuren, die heute einen hohen Sammlerwert haben und einzigartig sind».
Eine Werkgruppe von Ulrich Bleiker aus der 2014 erworbenen Sammlung von Mina und Josef John befindet sich im open art museum in St. Gallen. Das Kunstmuseum Thurgau sowie das Kunst(Zeug)Haus in Rapperswil-Jona besitzen ebenfalls Werke von ihm.

## Ausstellungen
- 1988 Sammlung der Stiftung für schweizerische naive Kunst und art brut, Regierungsgebäude St. Gallen (Gruppenausstellung)
- 1992 Museum im Lagerhaus, St. Gallen (Doppelausstellung)
- 1996 Carol Bailly, Ulrich Bleiker, Claudine Goux, Kurt J. Haas, Hans Krüsi, Galerie am Platz, Eglisau (Gruppenausstellung)
- 1996 Hans Krüsi und Ulrich Bleiker, Galerie a16, Zürich (Doppelausstellung)
- 1997 «Oh la vache». Art naïf suisse né autour de la montagne magique du Säntis, Paris, Halle St-Pierre, Musée d'art naïf Max Fourny (Gruppenausstellung)
- 1997 Zeitgenössische Kunst im Kleinformat, Galerie A6, Olten; Galerie am Platz, Eglisau (Gruppenausstellung)
- 2000 Meine Freunde, die ungelernten Meister, Kunstmuseum des Kantons Thurgau, Kartause Ittingen (Gruppenausstellung)
- 2001 Zwischen Himmel und Heute. Visionen, Träume, Phantastereien, Kunsthaus Langenthal (Gruppenausstellung)
- 2005 Prunkpaläste und Zementfiguren, Kunsthäuschen Herrliberg (Doppelausstellung)
- 2006 Esprit de la forêt, Halle St-Pierre, Paris (Gruppenausstellung)
- 2006–2007 In den Alpen, Kunsthaus Zürich (Gruppenausstellung)
- 2008 Art Brut. Die Collection de l'Art Brut trifft das Museum im Lagerhaus / La Collection de l'Art Brut rencontre le Museum im Lagerhaus, Museum im Lagerhaus, St. Gallen (Gruppenausstellung)
- 2011–2012 Weltensammler. Internationale Aussenseiterkunst der Gegenwart, Kunstmuseum des Kantons Thurgau, Kartause Ittingen / Kunsthalle Erfurt / Musée d'art moderne Lille Métropole / Musée de l'Abbaye Sainte-Croix (Gruppenausstellung)
- 2012 Weltensammler. Internationale Aussenseiterkunst der Gegenwart,  (Gruppenausstellung)
- 2012 Weltensammler. Internationale Aussenseiterkunst der Gegenwart,  (Gruppenausstellung)
- 2011 Weltensammler. Internationale Aussenseiterkunst der Gegenwart, Kunstmuseum des Kantons Thurgau, Kartause Ittingen (Gruppenausstellung)
- 2015 Die Sammlung Mina und Josef John, Museum im Lagerhaus, St. Gallen (Gruppenausstellung)
- 2016–2017 Kuhltour. Kuh, Kunst und Kurioses aus Ost und West, Haus Appenzell, Zürich (Gruppenausstellung)